# (37237) 2000 WZ161
2000 دابليو زد 161 (ويعرف أيضًا باسم (37237) 2000 دابليو زد 161 وفق تسمية الكوكب الصغير) (بالإنجليزية: 2000 WZ161)‏ هو كويكب ضمن حزام الكويكبات؛ وترتيبه 37237 من حيث الاكتشاف.
اكتُشف هذا الجُرم الفلكي بواسطة مرصد لويل للبحث عن الأجرام القريبة من الأرض في 20 نوفمبر 2000.

## وصلات خارجية
- (37237) 2000 WZ161 في قاعدة بيانات مختبر الدفع النفاث لأجرام النظام الشمسي الصغيرة

- الاكتشاف · مخطط المدار ·  العناصر المدارية · المعلمات المادية

- (37237) 2000 WZ161 على موقع ويكي سكاي: DSS2, SDSS, GALEX, IRAS, Hydrogen α, X-Ray, Astrophoto, Sky Map, Articles and images